# San Pablo (Guatemala)
San Pablo è un comune del Guatemala facente parte del dipartimento di San Marcos.
Il comune venne istituito il 27 agosto 1836.